# 아나가촌
아나가촌(阿那賀村)은 일본 효고현 미하라군에 설치되었던 촌이다. 현재의 미나미아와지시의 일부에 해당한다.